# Harry Wade
Harry Arthur Wade (Windsor, 12 marzo 1928 – Tillsonburg, 17 luglio 2016) è stato un cestista canadese.

## Carriera
Ha disputato con il Canada i giochi olimpici del 1952, segnando 77 punti in 6 partite.